# La Ruinette
La Ruinette (3.875 m s.l.m.) è una montagna delle Alpi Pennine (sottosezione Alpi del Grand Combin).

## Descrizione

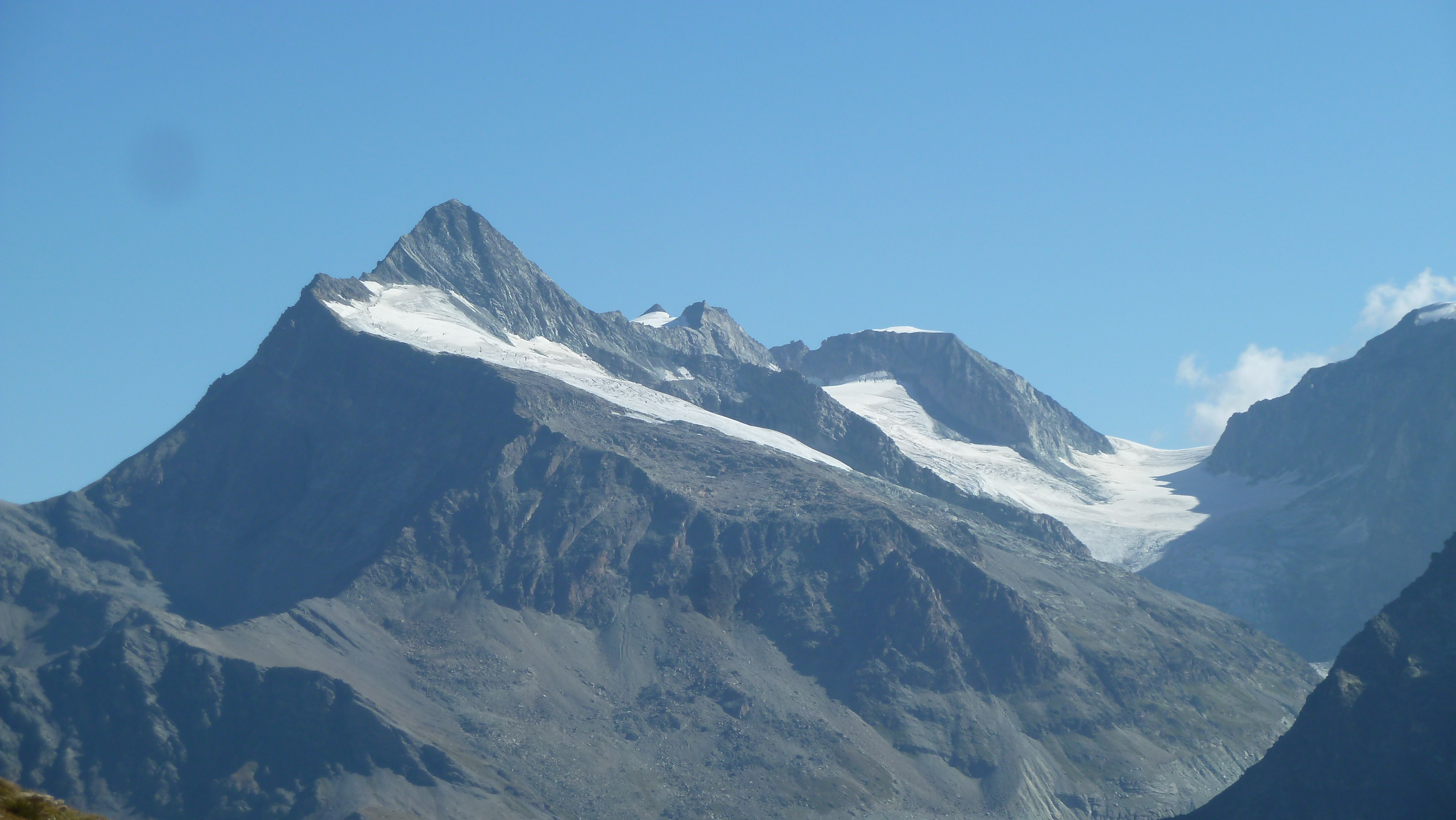
la montagna vista dalla Fenêtre de Durand.

Si trova nello svizzero Canton Vallese al fondo della Valle di Bagnes. Alimenta con le sue nevi il Ghiacciaio del Gietro.
È la montagna più alta tra il Grand Combin (ad ovest) ed il Dent d'Hérens (ad est).

## Salita alla vetta
La prima ascensione risale al 6 luglio 1865 ad opera di Edward Whymper con le guide Christian Almer e Franz Biner.
Oggi si può salire sulla vetta partendo dalla Cabane de Chanrion.